# Ahmed Masbahi
Ahmed Masbahi (Meknès, 17 gennaio 1966) è un ex calciatore marocchino, di ruolo difensore.